# XFree86
XFree86 est une implémentation libre du système graphique X Window System. XFree86 fonctionne sur la plupart des systèmes d'exploitation de type Unix et également sur Windows en utilisant Cygwin (il s'agit alors de Cygwin/X). Il a été pendant plusieurs années le système graphique utilisé par la plupart des distributions Linux et systèmes BSD, jusqu'au fork de X.Org en 2004.

## Histoire
Le projet a commencé en 1991 lorsque David Wexelblat, Glenn Lai, David Dawes et Jim Tsillas ont joint leurs forces pour corriger les différents bugs de l'implémentation libre X11 X386 (développé par Thomas Roell). Cette version fut initialement appelée X386 1.2e.
Thomas Roell décida ensuite de vendre les nouvelles versions sous le nom Accelerated-X, les quatre développeurs ont donc décidé de créer un fork de manière à continuer de fournir une implémentation libre.
Le 1er octobre 2001, XFree86 supportait les spécifications de X11R6.5.1, dont notamment GLX et les extensions Render.
La version 4.4, sortie en février 2004, a vu sa licence changée. Ce changement fut très controversé et aboutit à la décision de nombreuses distributions de Linux de migrer vers X.Org (un fork de XFree86, réalisé juste avant le changement de licence).
La dernière modification du code source a eu lieu en 2009 ; le projet est considéré comme inactif depuis 2011.